# Казинка (Задонский район)
Кази́нка — деревня Верхнестуденецкого сельского поселения Задонского района Липецкой области.
Расположена на берегу реки Студенец в 2 километрах от центра поселения села Верхний Студенец.
Название, вероятно, происходит от слова кази́стый — такое определение могли дать хорошей местности. Той же этимологией топонимисты объясняют и происхождение имени соседнего села Казино, расположенного в верховье Студенца.

## Население
| 1859 | 2010 |
| ---- | ---- |
| 310  | ↘13  |